# Edinboro (Pennsylvanie)
Edinboro est un borough situé au sud du comté d'Érié, en Pennsylvanie, aux États-Unis,. En 2010, il comptait une population de 6 438 habitants. Il est incorporé en 1840.

## Démographie
Lors du recensement de 2010, le borough comptait une population de 6 438 habitants. Elle est estimée, en 2019, à 6 280 habitants.

### Source de la traduction
- (en) Cet article est partiellement ou en totalité issu de l’article de Wikipédia en anglais intitulé « Edinboro, Pennsylvania » (voir la liste des auteurs).